# Bathgate FC
Bathgate Football Club was een Schotse voetbalclub uit Bathgate in West Lothian. De club werd opgericht in 1893 en opgeheven in 1938. De thuiswedstrijden werden gespeeld in Mill Park. De clubkleuren waren bruin-wit.